# Monnina comata
Monnina comata är en jungfrulinsväxtart som beskrevs av Chod.. Monnina comata ingår i släktet Monnina och familjen jungfrulinsväxter. Inga underarter finns listade i Catalogue of Life.